# Koziatyn
Koziatyn (en ucraniano: Козятин) es una ciudad de Ucrania perteneciente a la óblast de Vínnytsia.
Se sitúa en la orilla del río Huyva, a 75 km de Vínnytsia. Es la capital del raión de Koziatyn, pero no pertenece al mismo.
Su población estimada en 2015 es de 24 175 habitantes.

## Historia
En 1920 se produjo aquí la batalla de Koziatyn, en el marco de la Guerra polaco-soviética.

## Demografía
Según el censo de 2001, la gran mayoría de la población era hablante de ucraniano (94.76%), existiendo una minoría de hablantes de ruso (4.88%).